# 1579
- Wikisource

| Calendário gregoriano                                                        | 1579 MDLXXIX                                         |
| Ab urbe condita                                                              | 2332                                                 |
| Calendário arménio                                                           | 1028 – 1029                                          |
| Calendário bahá'í                                                            | -265 – -264                                          |
| Calendário budista                                                           | 2123                                                 |
| Calendário chinês                                                            | 4275 – 4276 Início a 27 de janeiro (aproximadamente) |
| Calendário copta                                                             | 1295 – 1296                                          |
| Calendário etíope                                                            | 1571 – 1572                                          |
| Calendários hindus - Vikram Samvat - Calendário nacional indiano - Cáli Iuga | 1634 – 1635 1500 – 1501 4679 – 4680                  |
| Calendário Holoceno                                                          | 11579                                                |
| Calendário islâmico                                                          | 987 – 988                                            |
| Calendário judaico                                                           | 5339 – 5340                                          |
| Calendário persa                                                             | 957 – 958                                            |
| Calendário rúnico                                                            | 1829                                                 |
| Calendário solar tailandês                                                   | 2122                                                 |

1579 (MDLXXIX, na numeração romana) foi um ano comum do século XVI do Calendário Juliano, da Era de Cristo, e a sua letra dominical foi D (53 semanas), teve início a uma quinta-feira e terminou também a uma quinta-feira.
| Ano completo                        |
| ----------------------------------- |
| Ano comum com início à quinta-feira |

## Eventos

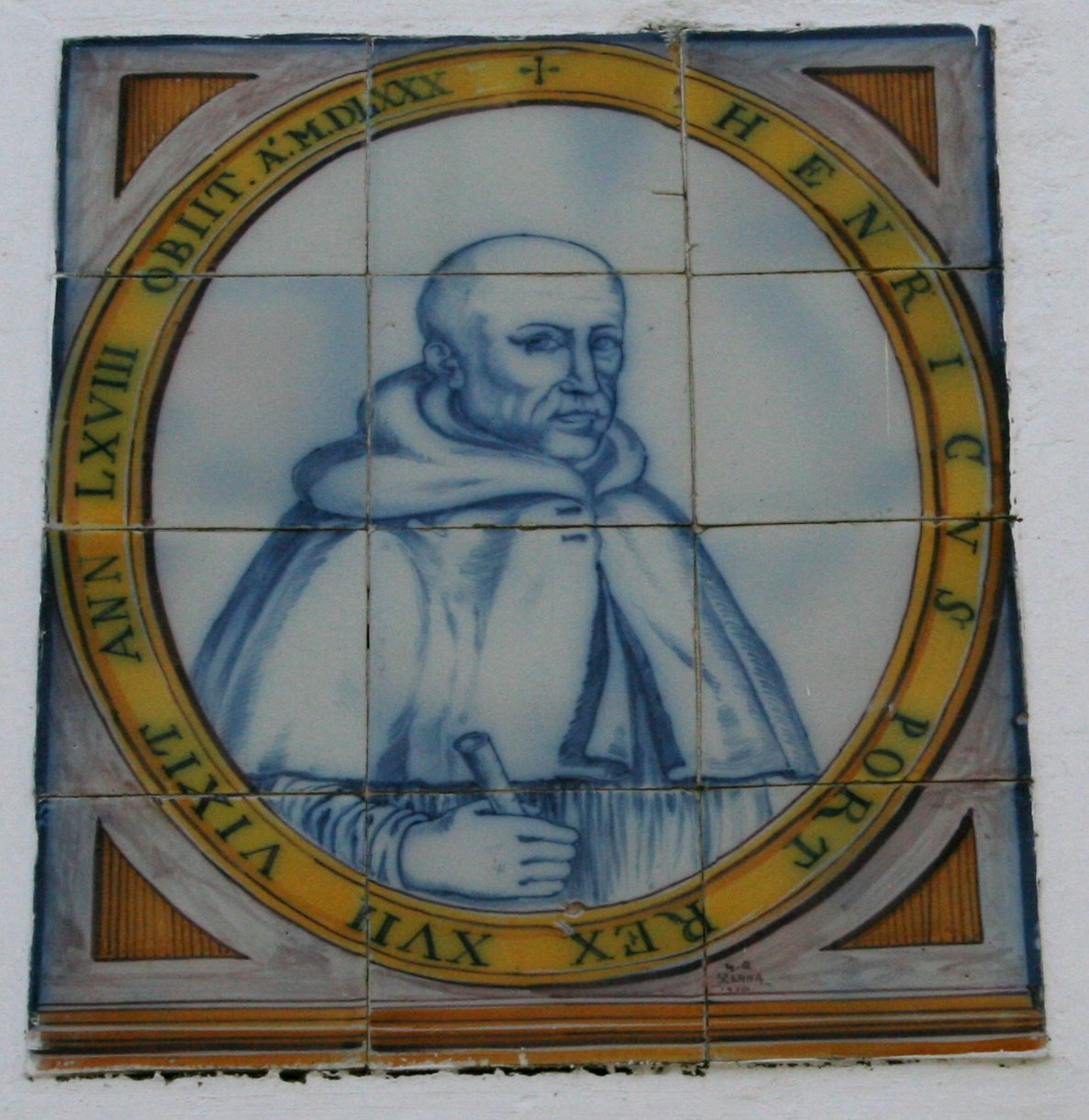
O rei de Portugal, o Cardeal-Rei Dom Henrique.

- 6 de Janeiro – Estimulados pelo novo governador espanhol Alexander Farnese, Duque de Parma, os estados do sul (situados hoje na sua maioria na Bélgica), assinaram a União de Atrecht expressando a sua lealdade ao Rei espanhol (v. Guerra dos Oitenta Anos e Revoltas Holandesas).
- 29 de outubro - Estando em Almeirim, o rei de Portugal, o Cardeal-Rei Dom Henrique convoca cortes para o mesmo lugar, as Cortes de Almeirim que se iniciam a 11 de Janeiro de 1580.
- Francis Drake chega à Califórnia e proclamou aquela região "da Coroa", chamando-lhe "Nova Albion" ("Nova Inglaterra")

## Nascimentos
- Martinho de Porres, religioso e santo peruano.
- João Ogilvie, santo mártir católico na Escócia calvinista (m. 1615).

## Mortes
- Hans Staden, aventureiro alemão.
- 17 de Junho - Johannes Stadius, foi matemático, astrônomo e historiador flamengo (n. 1527).